# Museo Saint-Raymond
Il museo Saint-Raymond (Musée Saint-Raymond o Musée des Antiques de Toulouse, "Museo delle Antichità di Tolosa") è un museo archeologico di Tolosa, che ha sede presso il cinquentesco palazzo Saint-Raymond.

## Storia
L'edificio occupa l'area dell'antica fabbrica cinquecentesca del collegio Saint-Raymond avvicinante la basilica di Saint-Sernin che a sua volta era stata costruita sulla necropoli paleocristiana del IV secolo e che si estendeva lungo la via romana che costeggiava la tomba di Saturnino, primo vescovo di Tolosa.
Il museo era nato nella prima metà dell'Ottocento come "Museo delle antichità di Tolosa", ed ebbe sede in origine presso il convento degli Agostiniani, insieme al Museo di belle arti (oggi rimasto nella medesima sede e noto come Museo degli Agostiniani).
Il palazzo di Saint-Raymond, antica sede dell'ospedale gestito dall'abbazia di Saint-Sernin e poi sede di un collegio universitario, sfuggito alla demolizione nel 1852 - 1853, fu restaurato negli anni 1891-1892 dall'architetto Eugène Viollet-le-Duc come nuova sede per la collezione archeologica. È l'unico edificio rimasto dell'antico complesso abbaziale.
Nel 1912 ne divenne direttore Émile Cartaihac, che ne riorganizzò le collezioni.
La sede museale fu nuovamente restaurata negli anni 1946-1950 e in seguito venne consacrato unicamente all'arte e all'archeologia dell'antichità. Nel 1975 l'ospedale di Saint-Raymond è stato classificato monumento storico della Francia.

## Collezione
La collezione del museo comprende oggetti che vanno dagli inizi del II millennio a.C. fino all'VIII secolo d.C.
Vi sono ospitati una collezione di sarcofagi e l'insieme di busti rinvenuto nella villa romana di Chiragan, a Martres-Tolosane.
Il fondo originale proviene dalle collezioni dell'Académie des sciences, inscriptions et belles-lettres de Toulouse e dell'Accademia Reale di Pittura, Scultura e Architettura, sequestrate durante la Rivoluzione per creare il Museo Provvisorio della Repubblica nel 1793, ospitato nel convento degli Agostiniani.

Le sculture, scoperte nella villa romana di Chiragan durante gli scavi condotti tra il 1826 e il 1830 da Alexandre Du Mège, entrano a far parte del Musée des Antiques di cui Du Mège stesso è stato curatore dal 1832 in poi.

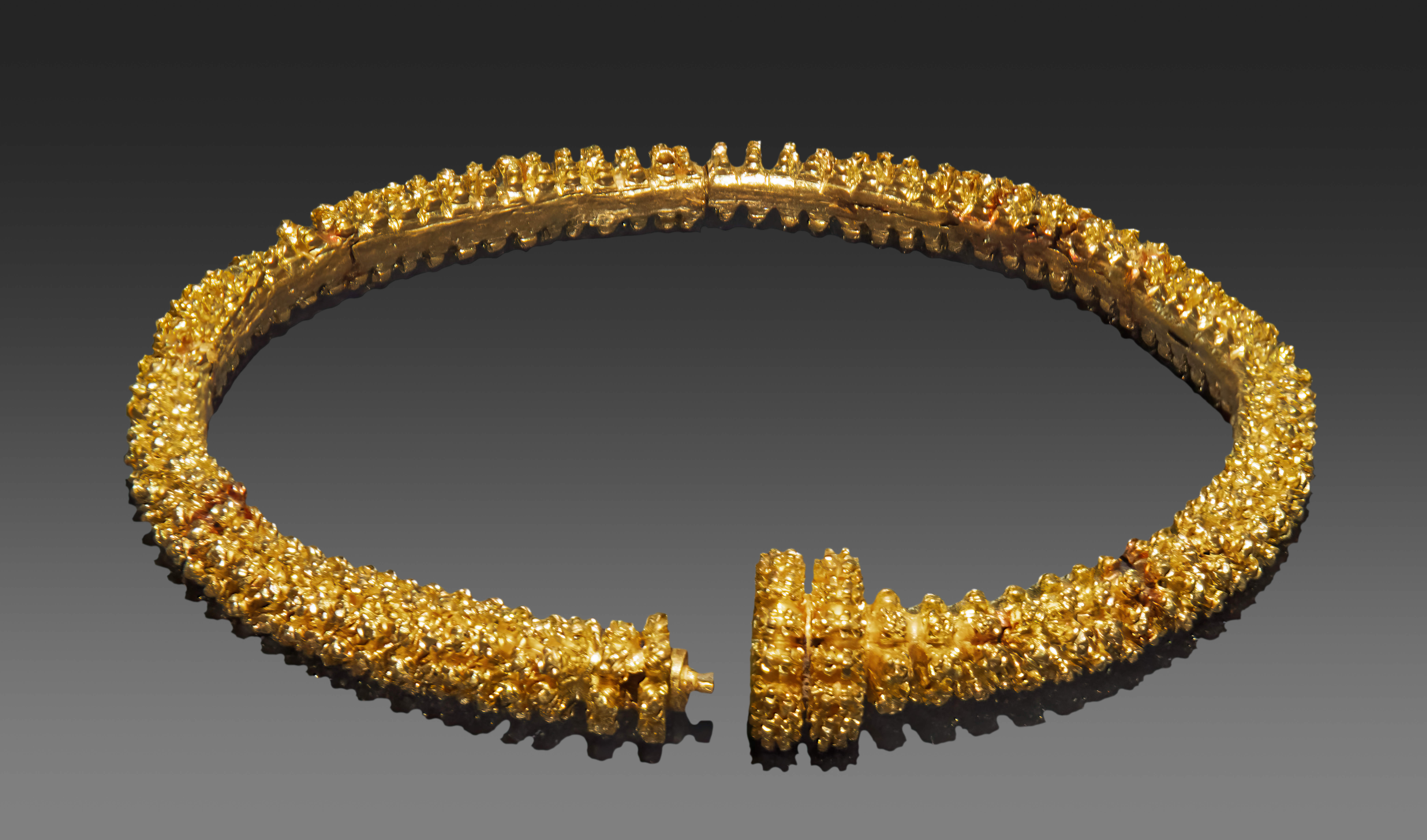
Torque del II secolo a.C. della collezione celtica del museo.

Fondata nel 1831, la Société archéologique du Midi de la France ha contribuito notevolmente all'arricchimento delle collezioni, consentendo l'acquisizione di pezzi importanti della collezione (torque di Fenouillet, ritratti di Béziers, ecc...) e offrendo o depositando nel museo le donazioni che riceveva.  Nel 1893, cedette un'importante collezione al comune in cambio di una rendita.
I collezionisti hanno anche partecipato all'arricchimento del museo, con i doni di Antoine Bibent (oggetti provenienti da Pompei) nel 1831, del conte de Clarac (vasi greci ed etruschi) nel 1843, di Edward Barry (bronzetti) e il deposito nel 1862 di parte della collezione Campana da parte dello Stato. Altre numerose acquisizioni sono avvenute fra la fine del XIX secolo e l'inizio del XX. Fu dal 1961, sotto la direzione di Robert Mesuret, e dopo diversi spostamenti delle collezioni, che il museo si specializzò veramente in archeologia e divenne il "Museo delle Antichità" di Tolosa (Musée des Antiques).
Negli anni 1980-1990, gli scavi del Servizio Regionale di Archeologia contribuiscono ulteriormente all'arricchimento delle collezioni.